# Spencer Compton (2e comte de Northampton)
Spencer Compton, 2e comte de Northampton (mai 1601-19 mars 1643), est un militaire et homme politique anglais qui siège à la Chambre des communes en 1621-1622. Il devient pair par ordre d'accélération en 1626 et par héritage en 1630. Il combat dans l'armée royaliste et est tué au combat lors de la bataille de Hopton Heath.

## Biographie
Il est le fils de William Compton (1er comte de Northampton), et de son épouse Elizabeth, fille et héritière de John Spencer (maire de Londres) (en), Lord-maire de Londres,. Il est créé Chevalier de l'ordre du Bain le 3 novembre 1616. En 1621, il est élu député de Ludlow. Également en 1621, il est nommé maître des robes du prince de Galles et assiste à ce dernier dans l'aventure en Espagne en 1623. En 1626, il devient baron Compton par décret d'accélération. En 1630, il hérite du comté de la mort de son père en 1630 et assume ses fonctions de Lord Lieutenant du Gloucestershire et de Lord Lieutenant du Warwickshire.

## Carrière militaire
Au début de la Première révolution anglaise, il est chargé de l'exécution de la Commission of Array dans le Warwickshire. Après des succès et des échecs divers dans les Midlands, il combat à Edgehill et, après le retour du roi à Oxford, se voit confier en novembre 1642 la surveillance militaire de Banbury et du pays voisin. Il est attaqué à Banbury par les forces parlementaires le 22 décembre, mais relève le lendemain par le Prince Rupert du Rhin.
En mars 1643, il quitte Banbury pour relever Lichfield et, ayant échoué là-bas, se rend à Stafford, qu'il occupe. De là, le 19 mars, accompagne de trois de ses fils, il sort avec ses troupes et combat John Gell (en) et William Brereton (en) à Hopton Heath.
Il met en fuite la cavalerie ennemie et prend huit armes à feu, mais au moment de la victoire, alors qu'il charge trop loin à l'avant, il est entouré par les soldats du parlement. À ceux qui lui offrent de se rendre, il répond qu'il est dédaigneux de s'éloigner des voyous et des rebelles de base qu'ils sont, après quoi il est tué par un coup sur la tête. Edward Hyde (1er comte de Clarendon) décrit sa mort comme une grande perte pour la cause.

## Vie privée
Il épouse Mary, fille de Francis Beaumont (non le dramaturge), dont il a deux filles et six fils. Le fils aîné, James lui succède comme 3e comte de Northampton. Henry devient évêque de Londres. Charles, William Compton (officier) et Spencer se distinguent tous dans la cause du roi. William est l'un des premiers membres de l'organisation royaliste des Sealed Knot.